# Evangelische Kirche (Willingshausen)

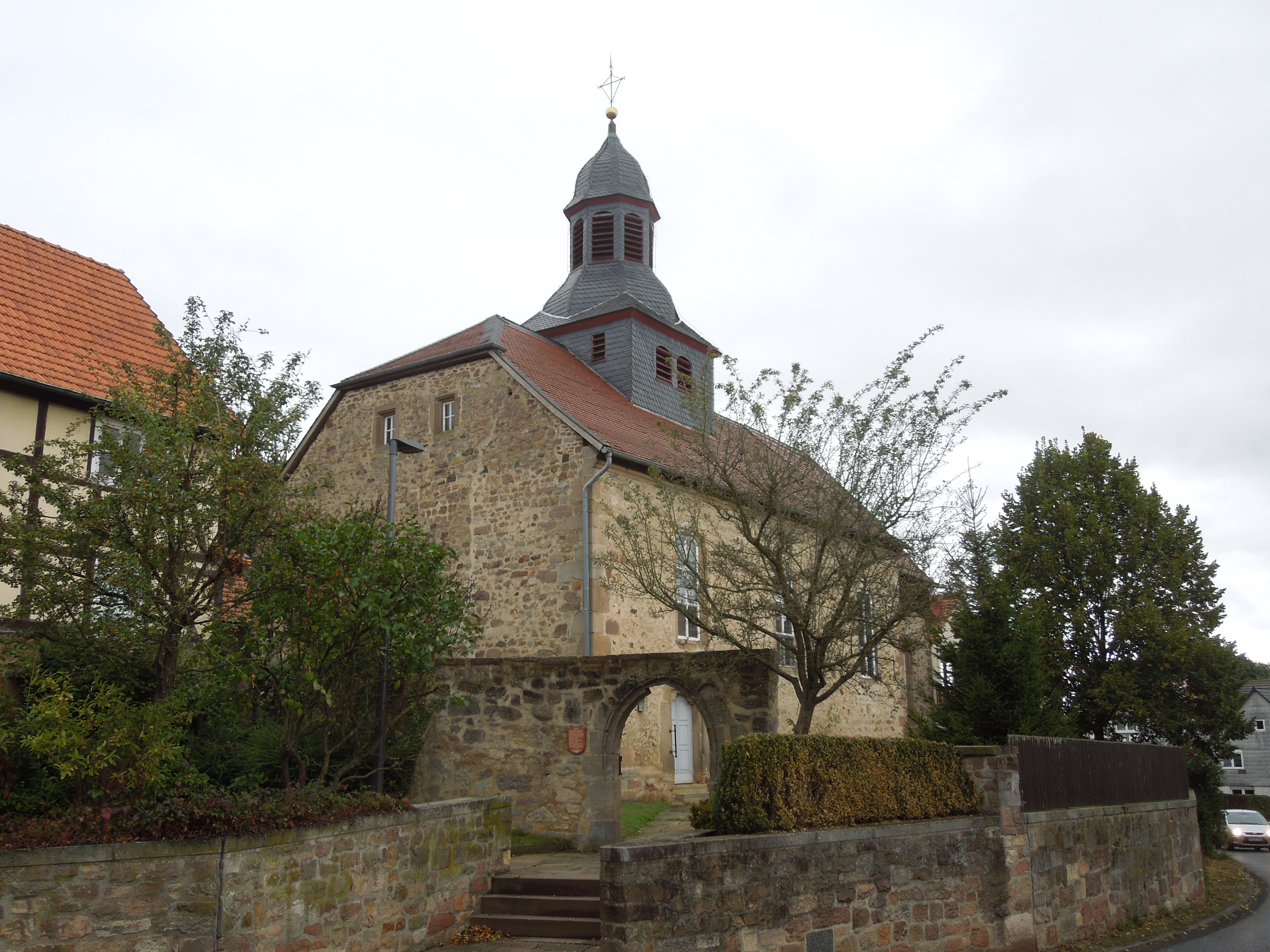
Evangelische Kirche in Willingshausen

Die Evangelische Kirche Willingshausen ist ein denkmalgeschütztes Kirchengebäude, das in Willingshausen im Schwalm-Eder-Kreis in Hessen steht. Die Predigtkirche gehört zur Kirchengemeinde Merzhausen-Willingshausen im Kirchenkreis Schwalm-Eder im Sprengel Marburg der Evangelischen Kirche von Kurhessen-Waldeck.

## Beschreibung
Die im Kern romanische Saalkirche wurde 1511 aus Bruchsteinen erbaut und 1780 erneuert. Aus dem Satteldach des Kirchenschiffs, das im Westen einen Krüppelwalm hat, erhebt sich in der Mitte ein quadratischer, schiefergedeckter Dachreiter, auf dem eine glockenförmige Haube sitzt, die von einer Laterne gekrönt ist. An der Nordseite des eingezogenen Chors im Osten ist ein Mausoleum für die von Schwertzell angebaut, die ihr Schloss in dem Ort hatten. Von Andreas Herber stammt ein Grabmal für Georg von Schwertzell. 
Der Innenraum ist von einer Flachdecke überspannt, die von einem Unterzug auf Stützen gehalten wird. Die Orgel wurde 1764 von Johannes Schlottmann gebaut.